# Olympische Sommerspiele 2020/Schwimmen
Bei den Olympischen Spielen 2020 in Tokio wurden im Tokyo Aquatics Centre vom 24. Juli bis 6. August 2021 insgesamt 37 Wettbewerbe im Schwimmen ausgetragen. Sie wurden vom internationalen Schwimmverband Fédération Internationale de Natation (FINA) organisiert. Im Mai 2018 gab die FINA die Qualifikationsanforderungen für die einzelnen Schwimmzeiten bekannt. Die Qualifikation begann im März 2019 und endete im Juli 2020.

## Bilanz

### Medaillenspiegel
| Platz  | Land               | Gold | Silber | Bronze | Gesamt |
| ------ | ------------------ | ---- | ------ | ------ | ------ |
| 1      | Vereinigte Staaten | 11   | 10     | 9      | 30     |
| 2      | Australien         | 9    | 3      | 9      | 21     |
| 3      | Großbritannien     | 4    | 3      | 1      | 8      |
| 4      | China              | 3    | 2      | 1      | 6      |
| 5      | ROC                | 2    | 2      | 1      | 5      |
| 6      | Japan              | 2    | 1      | –      | 3      |
| 7      | Kanada             | 1    | 3      | 2      | 6      |
| 8      | Ungarn             | 1    | 2      | –      | 3      |
| 9      | Südafrika          | 1    | 1      | –      | 2      |
| 10     | Brasilien          | 1    | –      | 2      | 3      |
| 10     | Deutschland        | 1    | –      | 2      | 3      |
| 12     | Tunesien           | 1    | –      | –      | 1      |
| 13     | Niederlande        | –    | 3      | –      | 3      |
| 14     | Italien            | –    | 2      | 5      | 7      |
| 15     | Hongkong           | –    | 2      | –      | 2      |
| 16     | Ukraine            | –    | 1      | 1      | 2      |
| 17     | Frankreich         | –    | 1      | –      | 1      |
| 17     | Schweden           | –    | 1      | –      | 1      |
| 19     | Schweiz            | –    | –      | 2      | 2      |
| 20     | Dänemark           | –    | –      | 1      | 1      |
| 20     | Finnland           | –    | –      | 1      | 1      |
| Gesamt | Gesamt             | 37   | 37     | 37     | 111    |

### Medaillengewinner
Männer
| Disziplin                  | Gold | Silber | Bronze |
| -------------------------- | --- | --- | --- |
| 50 m Freistil              | Caeleb Dressel (USA) | Florent Manaudou (FRA) | Bruno Fratus (BRA)                                                                                                  |
| 100 m Freistil             | Caeleb Dressel (USA) | Kyle Chalmers (AUS) | Kliment Kolesnikow (ROC)                                                                                            |
| 200 m Freistil             | Tom Dean (GBR) | Duncan Scott (GBR) | Fernando Scheffer (BRA)                                                                                             |
| 400 m Freistil             | Ahmed Hafnaoui (TUN) | Jack McLoughlin (AUS) | Kieran Smith (USA)                                                                                                  |
| 800 m Freistil             | Robert Finke (USA) | Gregorio Paltrinieri (ITA) | Mychajlo Romantschuk (UKR)                                                                                          |
| 1500 m Freistil            | Robert Finke (USA) | Mychajlo Romantschuk (UKR) | Florian Wellbrock (GER)                                                                                             |
| 100 m Brust                | Adam Peaty (GBR) | Arno Kamminga (NED) | Nicolò Martinenghi (ITA)                                                                                            |
| 200 m Brust                | Zac Stubblety-Cook (AUS) | Arno Kamminga (NED) | Matti Mattsson (FIN)                                                                                                |
| 100 m Rücken               | Jewgeni Rylow (ROC) | Kliment Kolesnikow (ROC) | Ryan Murphy (USA)                                                                                                   |
| 200 m Rücken               | Jewgeni Rylow (ROC) | Ryan Murphy (USA) | Luke Greenbank (GBR)                                                                                                |
| 100 m Schmetterling        | Caeleb Dressel (USA) | Kristóf Milák (HUN) | Noè Ponti (SUI) |
| 200 m Schmetterling        | Kristóf Milák (HUN) | Tomoru Honda (JPN) | Federico Burdisso (ITA)                                                                                             |
| 200 m Lagen                | Wang Shun (CHN) | Duncan Scott (GBR) | Jérémy Desplanches (SUI)                                                                                            |
| 400 m Lagen                | Chase Kalisz (USA) | Jay Litherland (USA) | Brendon Smith (AUS)                                                                                                 |
| 4 × 100 m Freistil Staffel | Vereinigte StaatenCaeleb Dressel Blake Pieroni Bowe Becker Zach Apple Brooks Curry (Vorlauf)                                                                            | ItalienAlessandro Miressi Thomas Ceccon Lorenzo Zazzeri Manuel Frigo Santo Condorelli (Vorlauf)                               | AustralienMatthew Temple Zac Incerti Alexander Graham Kyle Chalmers Cameron McEvoy (Vorlauf)                        |
| 4 × 200 m Freistil Staffel | GroßbritannienThomas Dean James Guy Matthew Richards Duncan Scott Calum Jarvis (Vorlauf)                                                                                | ROCMartin Maljutin Iwan Girjow Jewgeni Rylow Michail Dowgaljuk Alexander Krasnych (Vorlauf) Michail Wekowischtschew (Vorlauf) | AustralienAlexander Graham Kyle Chalmers Zac Incerti Thomas Neill Mack Horton (Vorlauf) Elijah Winnington (Vorlauf) |
| 4 × 100 m Lagen Staffel    | Vereinigte StaatenRyan Murphy Michael Andrew Caeleb Dressel Zach Apple Hunter Armstrong (Vorlauf) Andrew Wilson (Vorlauf) Tom Shields (Vorlauf) Blake Pieroni (Vorlauf) | GroßbritannienLuke Greenbank Adam Peaty James Guy Duncan Scott James Wilby (Vorlauf)                                          | ItalienThomas Ceccon Nicolò Martinenghi Federico Burdisso Alessandro Miressi                                        |
| 10 km Freiwasser           | Florian Wellbrock (GER) | Kristóf Rasovszky (HUN) | Gregorio Paltrinieri (ITA)                                                                                          |

Frauen
| Disziplin                  | Gold | Silber | Bronze |
| -------------------------- | --- | --- | --- |
| 50 m Freistil              | Emma McKeon (AUS) | Sarah Sjöström (SWE) | Pernille Blume (DEN) |
| 100 m Freistil             | Emma McKeon (AUS) | Siobhan Haughey (HKG) | Cate Campbell (AUS) |
| 200 m Freistil             | Ariarne Titmus (AUS) | Siobhan Haughey (HKG) | Penny Oleksiak (CAN) |
| 400 m Freistil             | Ariarne Titmus (AUS) | Katie Ledecky (USA) | Li Bingjie (CHN) |
| 800 m Freistil             | Katie Ledecky (USA) | Ariarne Titmus (AUS) | Simona Quadarella (ITA) |
| 1500 m Freistil            | Katie Ledecky (USA) | Erica Sullivan (USA) | Sarah Köhler (GER) |
| 100 m Brust                | Lydia Jacoby (USA) | Tatjana Schoenmaker (RSA) | Lilly King (USA) |
| 200 m Brust                | Tatjana Schoenmaker (RSA) | Lilly King (USA) | Annie Lazor (USA) |
| 100 m Rücken               | Kaylee McKeown (AUS) | Kylie Masse (CAN) | Regan Smith (USA) |
| 200 m Rücken               | Kaylee McKeown (AUS) | Kylie Masse (CAN) | Emily Seebohm (AUS) |
| 100 m Schmetterling        | Margaret MacNeil (CAN) | Zhang Yufei (CHN) | Emma McKeon (AUS) |
| 200 m Schmetterling        | Zhang Yufei (CHN) | Regan Smith (USA) | Hali Flickinger (USA) |
| 200 m Lagen                | Yui Ōhashi (JPN) | Alexandra Walsh (USA) | Kate Douglass (USA) |
| 400 m Lagen                | Yui Ōhashi (JPN) | Emma Weyant (USA) | Hali Flickinger (USA) |
| 4 × 100 m Freistil Staffel | AustralienBronte Campbell Meg Harris Emma McKeon Cate Campbell Madison Wilson (Vorlauf) Mollie O’Callaghan (Vorlauf)                               | KanadaKayla Sanchez Margaret MacNeil Rebecca Smith Penny Oleksiak Taylor Ruck (Vorlauf)                                                                        | Vereinigte StaatenErika Brown Abbey Weitzeil Natalie Hinds Simone Manuel Olivia Smoliga (Vorlauf) Catie DeLoof (Vorlauf) Allison Schmitt (Vorlauf)                 |
| 4 × 200 m Freistil Staffel | ChinaYang Junxuan Tang Muhan Zhang Yufei Li Bingjie Dong Jie (Vorlauf) Zhang Yifan (Vorlauf)                                                       | Vereinigte StaatenAllison Schmitt Paige Madden Katie McLaughlin Katie Ledecky Brooke Forde (Vorlauf) Bella Sims (Vorlauf)                                      | AustralienAriarne Titmus Emma McKeon Madison Wilson Leah Neale Tamsin Cook (Vorlauf) Meg Harris (Vorlauf) Mollie O’Callaghan (Vorlauf) Brianna Throssell (Vorlauf) |
| 4 × 100 m Lagen Staffel    | AustralienKaylee McKeown Chelsea Hodges Emma McKeon Cate Campbell Emily Seebohm (Vorlauf) Brianna Throssell (Vorlauf) Mollie O’Callaghan (Vorlauf) | Vereinigte StaatenRegan Smith Lydia Jacoby Torri Huske Abbey Weitzeil Rhyan White (Vorlauf) Lilly King (Vorlauf) Claire Curzan (Vorlauf) Erika Brown (Vorlauf) | KanadaKylie Masse Sydney Pickrem Margaret MacNeil Penny Oleksiak Taylor Ruck (Vorlauf) Kayla Sanchez (Vorlauf)                                                     |
| 10 km Freiwasser           | Ana Marcela Cunha (BRA) | Sharon van Rouwendaal (NED) | Kareena Lee (AUS) |

Mixed
| Disziplin               | Gold                                                                                    | Silber                                           | Bronze |
| ----------------------- | --------------------------------------------------------------------------------------- | ------------------------------------------------ | --- |
| 4 × 100 m Lagen Staffel | GroßbritannienKathleen Dawson Adam Peaty James Guy Anna Hopkin Freya Anderson (Vorlauf) | ChinaXu Jiayu Yan Zibei Zhang Yufei Yang Junxuan | Kaylee McKeown Zac Stubblety-Cook Matthew Temple Emma McKeon Bronte Campbell (Vorlauf) Isaac Cooper (Vorlauf) Brianna Throssell (Vorlauf) |

## Zeitplan
| M | morgens | A | abends | V | Vorlauf | ½ | Halbfinale | F | Finale |

| Monat →                    | Juli   | Juli   | Juli   | Juli   | Juli   | Juli   | Juli   | Juli   | Juli   | Juli   | Juli   | Juli   | Juli   | Juli   | August | August | August | August | August | August | August | August | August | August | August | August |
| Datum →                    | Sa 24. | Sa 24. | So 25. | So 25. | Mo 26. | Mo 26. | Di 27. | Di 27. | Mi 28. | Mi 28. | Do 29. | Do 29. | Fr 30. | Fr 30. | Sa 31. | Sa 31. | So 1.  | So 1.  | Mo 2.  | Mo 2.  | Di 3.  | Di 3.  | Mi 4.  | Mi 4.  | Do 5.  | Do 5.  |
| -------------------------- | ------ | ------ | ------ | ------ | ------ | ------ | ------ | ------ | ------ | ------ | ------ | ------ | ------ | ------ | ------ | ------ | ------ | ------ | ------ | ------ | ------ | ------ | ------ | ------ | ------ | ------ |
| Wettkampf ↓                | M      | A      | M      | A      | M      | A      | M      | A      | M      | A      | M      | A      | M      | A      | M      | A      | M      | A      | M      | A      | M      | A      | M      | A      | M      | A      |
| 50 m Freistil              |        |        |        |        |        |        |        |        |        |        |        |        |        | V      | ½      |        | F      |        |        |        |        |        |        |        |        |        |
| 100 m Freistil             |        |        |        |        |        |        |        | V      | ½      |        | F      |        |        |        |        |        |        |        |        |        |        |        |        |        |        |        |
| 200 m Freistil             |        |        |        | V      | ½      |        | F      |        |        |        |        |        |        |        |        |        |        |        |        |        |        |        |        |        |        |        |
| 400 m Freistil             |        | V      | F      |        |        |        |        |        |        |        |        |        |        |        |        |        |        |        |        |        |        |        |        |        |        |        |
| 800 m Freistil             |        |        |        |        |        |        |        | V      |        |        | F      |        |        |        |        |        |        |        |        |        |        |        |        |        |        |        |
| 1500 m Freistil            |        |        |        |        |        |        |        |        |        |        |        |        |        | V      |        |        | F      |        |        |        |        |        |        |        |        |        |
| 100 m Brust                |        | V      | ½      |        | F      |        |        |        |        |        |        |        |        |        |        |        |        |        |        |        |        |        |        |        |        |        |
| 200 m Brust                |        |        |        |        |        |        |        | V      | ½      |        | F      |        |        |        |        |        |        |        |        |        |        |        |        |        |        |        |
| 100 m Rücken               |        |        |        | V      | ½      |        | F      |        |        |        |        |        |        |        |        |        |        |        |        |        |        |        |        |        |        |        |
| 200 m Rücken               |        |        |        |        |        |        |        |        |        | V      | ½      |        | F      |        |        |        |        |        |        |        |        |        |        |        |        |        |
| 100 m Schmetterling        |        |        |        |        |        |        |        |        |        |        |        | V      | ½      |        | F      |        |        |        |        |        |        |        |        |        |        |        |
| 200 m Schmetterling        |        |        |        |        |        | V      | ½      |        | F      |        |        |        |        |        |        |        |        |        |        |        |        |        |        |        |        |        |
| 200 m Lagen                |        |        |        |        |        |        |        |        |        | V      | ½      |        | F      |        |        |        |        |        |        |        |        |        |        |        |        |        |
| 400 m Lagen                |        | V      | F      |        |        |        |        |        |        |        |        |        |        |        |        |        |        |        |        |        |        |        |        |        |        |        |
| 4 × 100 m Freistil Staffel |        |        |        | V      | F      |        |        |        |        |        |        |        |        |        |        |        |        |        |        |        |        |        |        |        |        |        |
| 4 × 200 m Freistil Staffel |        |        |        |        |        |        |        | V      | F      |        |        |        |        |        |        |        |        |        |        |        |        |        |        |        |        |        |
| 4 × 100 m Lagen Staffel    |        |        |        |        |        |        |        |        |        |        |        |        |        | V      |        |        | F      |        |        |        |        |        |        |        |        |        |
| 10 km Freiwasser           |        |        |        |        |        |        |        |        |        |        |        |        |        |        |        |        |        |        |        |        |        |        |        |        |        |        |
| Entscheidungen →           | 0      | 0      | 2      | 0      | 2      | 0      | 2      | 0      | 2      | 0      | 3      | 0      | 2      | 0      | 1      | 0      | 3      | 0      | 0      | 0      | 0      | 0      | 0      | 0      | 1      | 0      |

| M | morgens | A | abends | V | Vorlauf | ½ | Halbfinale | F | Finale |

| Monat →                    | Juli   | Juli   | Juli   | Juli   | Juli   | Juli   | Juli   | Juli   | Juli   | Juli   | Juli   | Juli   | Juli   | Juli   | August | August | August | August | August | August | August | August | August | August | August | August |
| Datum →                    | Sa 24. | Sa 24. | So 25. | So 25. | Mo 26. | Mo 26. | Di 27. | Di 27. | Mi 28. | Mi 28. | Do 29. | Do 29. | Fr 30. | Fr 30. | Sa 31. | Sa 31. | So 1.  | So 1.  | Mo 2.  | Mo 2.  | Di 3.  | Di 3.  | Mi 4.  | Mi 4.  | Do 5.  | Do 5.  |
| -------------------------- | ------ | ------ | ------ | ------ | ------ | ------ | ------ | ------ | ------ | ------ | ------ | ------ | ------ | ------ | ------ | ------ | ------ | ------ | ------ | ------ | ------ | ------ | ------ | ------ | ------ | ------ |
| Wettkampf ↓                | A      | M      | M      | A      | M      | A      | M      | A      | M      | A      | M      | A      | M      | A      | M      | A      | M      | A      | M      | A      | M      | A      | M      | A      | M      | A      |
| 50 m Freistil              |        |        |        |        |        |        |        |        |        |        |        |        |        | V      | ½      |        | F      |        |        |        |        |        |        |        |        |        |
| 100 m Freistil             |        |        |        |        |        |        |        |        |        | V      | ½      |        | F      |        |        |        |        |        |        |        |        |        |        |        |        |        |
| 200 m Freistil             |        |        |        |        |        | V      | ½      |        | F      |        |        |        |        |        |        |        |        |        |        |        |        |        |        |        |        |        |
| 400 m Freistil             |        |        |        | V      | F      |        |        |        |        |        |        |        |        |        |        |        |        |        |        |        |        |        |        |        |        |        |
| 800 m Freistil             |        |        |        |        |        |        |        |        |        |        |        | V      |        |        | F      |        |        |        |        |        |        |        |        |        |        |        |
| 1500 m Freistil            |        |        |        |        |        | V      |        |        | F      |        |        |        |        |        |        |        |        |        |        |        |        |        |        |        |        |        |
| 100 m Brust                |        |        |        | V      | ½      |        | F      |        |        |        |        |        |        |        |        |        |        |        |        |        |        |        |        |        |        |        |
| 200 m Brust                |        |        |        |        |        |        |        |        |        | V      | ½      |        | F      |        |        |        |        |        |        |        |        |        |        |        |        |        |
| 100 m Rücken               |        |        |        | V      | ½      |        | F      |        |        |        |        |        |        |        |        |        |        |        |        |        |        |        |        |        |        |        |
| 200 m Rücken               |        |        |        |        |        |        |        |        |        |        |        | V      | ½      |        | F      |        |        |        |        |        |        |        |        |        |        |        |
| 100 m Schmetterling        |        | V      | ½      |        | F      |        |        |        |        |        |        |        |        |        |        |        |        |        |        |        |        |        |        |        |        |        |
| 200 m Schmetterling        |        |        |        |        |        |        |        | V      | ½      |        | F      |        |        |        |        |        |        |        |        |        |        |        |        |        |        |        |
| 200 m Lagen                |        |        |        |        |        | V      | ½      |        | F      |        |        |        |        |        |        |        |        |        |        |        |        |        |        |        |        |        |
| 400 m Lagen                |        | V      | F      |        |        |        |        |        |        |        |        |        |        |        |        |        |        |        |        |        |        |        |        |        |        |        |
| 4 × 100 m Freistil Staffel |        | V      | F      |        |        |        |        |        |        |        |        |        |        |        |        |        |        |        |        |        |        |        |        |        |        |        |
| 4 × 200 m Freistil Staffel |        |        |        |        |        |        |        |        |        | V      | F      |        |        |        |        |        |        |        |        |        |        |        |        |        |        |        |
| 4 × 100 m Lagen Staffel    |        |        |        |        |        |        |        |        |        |        |        |        |        | V      |        |        | F      |        |        |        |        |        |        |        |        |        |
| 10 km Freiwasser           |        |        |        |        |        |        |        |        |        |        |        |        |        |        |        |        |        |        |        |        |        |        |        |        |        |        |
| Entscheidungen →           | 0      | 0      | 2      | 0      | 2      | 0      | 2      | 0      | 3      | 0      | 2      | 0      | 2      | 0      | 2      | 0      | 2      | 0      | 0      | 0      | 0      | 0      | 1      | 0      | 0      | 0      |

| Monat →                 | Juli   | Juli   | Juli   | Juli   | Juli   | Juli   | Juli   | Juli   | Juli   | Juli   | Juli   | Juli   | Juli   | Juli   | August | August | August | August | August | August | August | August | August | August | August | August |
| Datum →                 | Sa 25. | Sa 25. | So 26. | So 26. | Mo 27. | Mo 27. | Di 28. | Di 28. | Mi 29. | Mi 29. | Do 30. | Do 30. | Fr 31. | Fr 31. | Sa 1.  | Sa 1.  | So 2.  | So 2.  | Mo 3.  | Mo 3.  | Di 4.  | Di 4.  | Mi 5.  | Mi 5.  | Do 6.  | Do 6.  |
| ----------------------- | ------ | ------ | ------ | ------ | ------ | ------ | ------ | ------ | ------ | ------ | ------ | ------ | ------ | ------ | ------ | ------ | ------ | ------ | ------ | ------ | ------ | ------ | ------ | ------ | ------ | ------ |
| Wettkampf ↓             | M      | A      | M      | A      | M      | A      | M      | A      | M      | A      | M      | A      | M      | A      | M      | A      | M      | A      | M      | A      | M      | A      | M      | A      | M      | A      |
| 4 × 100 m Lagen Staffel |        |        |        |        |        |        |        |        |        | V      |        |        | F      |        |        |        |        |        |        |        |        |        |        |        |        |        |
| Entscheidungen →        | 0      | 0      | 0      | 1      | 0      | 0      | 0      | 0      | 0      | 0      | 0      | 0      | 1      | 0      | 0      | 0      | 0      | 0      | 0      | 0      | 0      | 0      | 0      | 0      | 0      | 0      |

## Qualifikation
Die Qualifikation für die Schwimmwettbewerbe erfolgte bis zum 6. Juli 2020.
In den Einzeldisziplinen durften pro Nation maximal zwei Athleten antreten, diese mussten beide die von der FINA vorgegebene Normzeit geschwommen haben. Ein weiterer Athlet durfte teilnehmen, wenn er die olympische Normzeit geschwommen war oder wenn die 878 zur Verfügung stehenden Quotenplätze nicht ausgeschöpft werden konnten. Jede Nation war dazu berechtigt einen Athlet pro Geschlecht zu melden, der nicht die olympische Normzeit geschwommen war, sofern es keine anderen Schwimmer gab, welche diese geschwommen waren und er die olympische Standardzeit geschwommen war. Die Zeiten mussten bei einer Welt-, Kontinental-, nationalen Meisterschaft oder einem anderen Wettkampf der FINA im Zeitraum vom 1. März 2019 bis zum 29. Juni 2020 erreicht worden sein.
Bei den Staffelwettkämpfen gab es jeweils 16 Qualifikationsplätze. Neben den besten 12 Staffeln der Schwimmweltmeisterschaften 2019 qualifizierten sich weitere vier Staffeln mit den schnellsten Zeiten nach der FINA-Weltrangliste vom 31. Mai 2020.
In den beiden Wettkämpfen im Freiwasserschwimmen qualifizierten sich jeweils die 10 besten Schwimmer der Weltmeisterschaften 2019 sowie neun weitere Schwimmer über einen Qualifikationswettkampf. Hinzu kam jeweils ein Startplatz für Japan als Gastgeber und fünf Athleten, die sich über einen kontinentalen Wettkampf qualifizierten.

## Chinesisches Doping von Schwimmsportlern
In einer „Die Akte China“ betitelten Dokumentation von 2024 berichtete die ARD-Dopingredaktion über einen internen Bericht der chinesischen Dopingagentur über positive Dopingproben bei 23 chinesischen Schwimmsportlern. Diese wurden von der Welt-Anti-Doping-Agentur (WADA) nicht weiter untersucht; Sperren gab es keine. 13 der 23 Schwimmer starteten bei den Olympischen Spielen 2021 in Tokio, vier von ihnen gewannen Medaillen – vier Goldmedaillen in drei Disziplinen (Zhang Yufei in 200 m Schmetterling, Zhang Yufei und Yang Junxuan in der 4 × 200-m-Freistilstaffel und Wang Shun in 200 m Lagen) und vier Silbermedaillen in zwei Disziplinen (Zhang Yufei in 100 m Schmetterling, Zhang Yufei, Yang Junxuan und Yan Zibei in der 4 × 100-m-Lagen-Mixed-Staffel).